# 넥라인

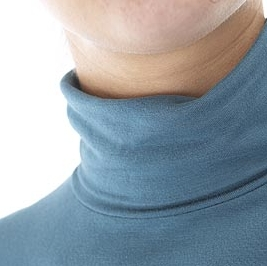
넥라인

넥라인(neckline)은 목의 둘레를 에워싸는 선이다. 라운드 넥라인, 브이(V) 형 넥라인, 유(U) 형 넥라인, 스퀘어 넥라인, 오블리 넥라인, 캐미솔 넥라인, 하이 넥라인, 홀터 넥라인 등의 종류가 있다. 옷의 분위기를 결정하는 데 중요한 역할을 하며, 유행에 따라 변한다.

## 같이 보기
- 가슴골
- 윗옷